# بایگانی (فیلم)
بایگانی (انگلیسی: Archive) یک فیلم علمی تخیلی محصول سال ۲۰۲۰ پادشاهی متحد به کارگردانی و نویسندگی گوین راتری است. این فیلم اولین ساخته این کارگردان است. در این فیلم تئو جیمز، استیسی مارتین، رونا میترا، پیتر فردیناندو و توبی جونز بازی می‌کنند.

## خلاصه داستان
با گذشت دو سال و نیم از یک قرارداد تحقیق سه ساله، جورج آلمور در آستانه دستیابی به موفقیت است. در نیمه راه داخل یک کوه پوشیده از برف در نزدیکی کیوتو در یک مرکز مخفی با نام “The Garden” وجود دارد، او در حال کار بر روی مدلی است که یک اندروید معادل انسانی واقعی است. نمونه اولیه وی تقریباً کامل است. اما …

## بازیگران
- تئو جیمز
- استیسی مارتین
- رونا میترا
- پیتر فردیناندو
- ریچارد گلاور
- لیا ویلیامز
- توبی جونز

## دستاوردها
| جایزه                           | تاریخ برگزاری مراسم | رده                             | دریافت(کنندگان) | نتیجه | Ref.  |
| ------------------------------- | ------------------- | ------------------------------- | --------------- | ----- | ----- |
| B3 Biennial of the Moving Image | ۱۵-۲۴ اکتبر ۲۰۲۰    | BEN Award for Best Feature Film | گوین راتری      | برنده | [ ۲ ] |